# Alexander Pawlowitsch Mosin
Alexander Pawlowitsch Mosin (russisch Александр Павлович Мозин, wiss. Transliteration Aleksandr Pavlovič Mozin; * 9. Juni 1961; † 20. Februar 2021 in Nischni Nowgorod) war ein sowjetischer Eisschnellläufer.

## Werdegang
Mosin, der für den Dynamo Nischni Nowgorod startete, erreichte im Jahr 1984 mit dem fünften Platz im Großen Vierkampf seine beste Platzierung bei sowjetischen Mehrkampf-Meisterschaften und trat international erstmals in der Saison 1985/86 in Erscheinung. Dabei wurde er bei der Mehrkampfweltmeisterschaft 1986 in Inzell Siebter und gewann bei der Mehrkampfeuropameisterschaft 1986 in Oslo die Silbermedaille im Großen Vierkampf. In der Saison 1986/87 startete er in Davos erstmals im Eisschnelllauf-Weltcup und erreichte dabei den 35. Platz über 1500 m. In der Saison 1987/88 nahm er in Innsbruck zum vierten Mal und damit letztmals am Weltcup teil, wobei er den 21. Platz über 500 m errang und startete international letztmals bei den Olympischen Winterspielen 1988 in Calgary. Dort kam er auf den 18. Platz über 10.000 m.

## Erfolge

### Olympische Spiele
- 1988 Calgary: 18. Platz 10.000 m

### Mehrkampf-Weltmeisterschaften
- 1986 Inzell: 7. Platz Großer Vierkampf

### Mehrkampf-Europameisterschaften
- 1986 Oslo: 2. Platz Großer Vierkampf

## Persönliche Bestleistungen
| Disziplin | Zeit         | Datum             | Ort     |
| --------- | ------------ | ----------------- | ------- |
| 500 m     | 39,50 s      | 14. Dezember 1985 | Almaty  |
| 1000 m    | 1:20,92 min  | 5. März 1985      | Perm    |
| 1500 m    | 1:56,80 min  | 14. Dezember 1985 | Almaty  |
| 3000 m    | 4:06,90 min  | 4. März 1988      | Almaty  |
| 5000 m    | 6:55,54 min  | 29. Dezember 1980 | Almaty  |
| 10.000 m  | 14:28,91 min | 13. Februar 1988  | Calgary |